# Бойко Димитров (политик)
Вижте пояснителната страница за други личности с името Бойко Димитров.
Бойко Георгиев Димитров роден Бойко Костов Златарев е български дипломат и политик от Българската комунистическа партия (БКП) и наследилата я Българска социалистическа партия.
Той е външен министър на България в правителството на Георги Атанасов и 1-вото правителство на Андрей Луканов през периода 1989 – 1990 г.

## Биография
Бойко Димитров е роден на 5 юни 1941 година в Плевен и съвсем малък остава сирак – неговите родители Коста Златарев и Мара Денчева – комунистически дейци, са убити през 1941 – 1944 г. След Деветосептемврийския преврат през 1944 година е осиновен от водача на БКП Георги Димитров.
През 1963 година Димитров завършва Института за международни отношения в Москва, след което работи в българското представителство в Организацията на обединените нации в Ню Йорк (1964 – 1966). През 1967 г. става член на БКП. До 1968 г. е служител в администрацията на Министерския съвет. От 1969 до 1974 г. работи в Института за външна политика и е главен редактор на списание „Международни отношения“. От 1974 до 1978 г. е служител в апарата на Централния комитет на БКП.
От 1978 до 1982 г. е посланик на България в Хавана. През 1981 става член на ЦК на БКП. След завръщането си в България отново е на служба в апарата на ЦК.
След като на 17 ноември 1989 дотогавашният външен министър Петър Младенов става председател на Държавния съвет, мястото му на министър е заето от Бойко Димитров. След преименуването на БКП той става член на Висшия съвет на БСП. Остава външен министър до септември 1990 г.